# Natrijev fluorid
Natrijev fluorid (NaF) je anorganski spoj formule NaF. U tragovima se koristi za fluoriranje vode za piće, u pastama za zube, u metalurgiji i kao fluks, a također se koristi u pesticidima i otrovima za štakore. To je bezbojna ili bijela krutina koja je lako topljiva u vodi. Čest je izvor fluora u proizvodnji lijekova i koristi se za prevenciju zubnih karijesa .
U 2017. to je bio 247. najčešće propisivani lijek u SAD-u, s više od milijun recepata.

## Upotreba

### Zubni karijes
Fluoridne soli često se dodaju u komunalnu vodu za piće (kao i u određene prehrambene proizvode u nekim zemljama) u svrhu održavanja zdravlja zuba. Fluor povećava snagu zuba stvaranjem fluorapatita, prirodnog sastojka zubne cakline. Iako se natrijev fluorid koristi za fluoriranje vode i standard je prema kojem se mjere drugi spojevi za fluoriranje vode, heksafluorosilicijeva kiselina (H2SiF6) i njezina sol natrijev heksafluorosilikat (Na2SiF6) češće su korišteni kao aditivi u Sjedinjenim Državama.

### Osteoporoza
Dodatak fluorida opsežno je proučavan za liječenje postmenopauzalne osteoporoze. Čini se da ova suplementacija nije učinkovita; iako natrijev fluorid povećava gustoću kostiju, ne smanjuje rizik od prijeloma.

### Medicinsko snimanje
U medicinskom snimanju, natrijev fluorid obilježen fluorom-18 (USP, natrijev fluorid F18) jedan je od najstarijih tragova korištenih u pozitronskoj emisijskoj tomografiji (PET), koji se koristi od 1960-ih. U odnosu na konvencionalnu scintigrafiju kostiju koja se provodi gama kamerama ili SPECT sustavima, PET nudi veću osjetljivost i prostornu razlučivost. Fluor-18 ima poluvijek od 110 min, što zahtijeva da se koristi odmah nakon proizvodnje; ovo logističko ograničenje ometalo je njegovo usvajanje u odnosu na prikladnije radiofarmaceutike označene tehnecijem-99m. Međutim, fluor-18 općenito se smatra superiornim radiofarmceutikom za snimanje kostura. Posebno ima visoku i brzu apsorpciju kostiju popraćenu vrlo brzim čišćenjem krvi, što rezultira visokim omjerom kosti i pozadine u kratkom vremenu. Dodatno, anihilacijski fotoni proizvedeni raspadom 18F imaju visoku energiju od 511 keV u usporedbi s fotonima od 140 keV 99mTc.

### Kemija
Natrijev fluorid ima razne posebne kemijske primjene u sintezi i ekstraktivnoj metalurgiji. Reagira s elektrofilnim kloridima uključujući acil kloride, sumporne kloride i fosforni klorid. Kao i drugi fluoridi, natrijev fluorid nalazi primjenu u desililaciji u organskoj sintezi. Natrijev fluorid se može koristiti za proizvodnju fluorougljika putem Finkelsteinove reakcije; ovaj proces ima prednost jer je jednostavan za izvođenje u maloj mjeri, ali se rijetko koristi u industrijskoj mjeri zbog postojanja učinkovitijih tehnika (npr. Elektrofluorizacija, Fowlerov proces).

### Druge namjene
Natrijev fluorid koristi se kao sredstvo za čišćenje.
Natrijev fluorid se može koristiti u nuklearnom reaktoru rastaljene soli.
Prije više od jednog stoljeća, natrijev fluorid se koristio kao želučani otrov za insekte koji se hrane biljkama. Anorganski fluoridi kao što su fluorosilikati i kompleks natrijevog fluorida magnezijevi ioni kao magnezijev fluorofosfat inhibiraju enzime kao što je enolaza koji zahtijevaju Mg 2+ kao prostetičku skupinu. Dakle, trovanje fluorom sprječava prijenos fosfata u oksidativnom metabolizmu.

## Sigurnost
Smrtonosna doza za čovjeka od 70 kg procjenjuje se na 5–10 g.
Fluoridi, osobito vodene otopine natrijevog fluorida, ljudsko tijelo brzo i puno apsorbira. Iako je fluor u niskim koncentracijama siguran za zdravlje zuba, dugotrajna konzumacija velikih količina topljivih fluoridnih soli je opasna.
Fluoridi ometaju transport elektrona i metabolizam kalcija. Kalcij je neophodan za održavanje potencijala srčanih membrana i za regulaciju koagulacije. Visok unos fluoridnih soli ili fluorovodične kiseline može dovesti do fatalnih aritmija zbog duboke hipokalcemije. Kronična prekomjerna apsorpcija može uzrokovati otvrdnuće kostiju, kalcificiranje ligamenata i nakupljanje na zubima. Fluorid može uzrokovati iritaciju očiju, kože i nosnih membrana.
Natrijev fluorid je klasificiran kao otrovan i udisanjem (prašine ili aerosola) i gutanjem u dovoljno visokim dozama pokazalo se da utječe na srce i krvožilni sustav. Za profesionalnu izloženost, Uprava za sigurnost i zdravlje na radu i Nacionalni institut za sigurnost i zdravlje na radu postavili su granice profesionalne izloženosti na 2,5 mg/m 3 za vremenski period od 8 sati u prosjeku.
U većim dozama koje se koriste za liječenje osteoporoze, obični natrijev fluorid može uzrokovati bol u nogama i nepotpune stresne prijelome kada su doze previsoke; također iritira želudac, ponekad tako jako da uzrokuje peptički ulkus. Verzije natrijevog fluorida koje se sporije otpuštaju i presvlačuju crijeva nemaju značajne želučane nuspojave, a imaju blaže i rjeđe komplikacije na kostima. U nižim dozama koje se koriste za fluoriranje vode, jedina jasna štetna pojava je dentalna fluoroza, koja može promijeniti izgled dječjih zubi tijekom razvoja zuba; to je uglavnom blago i malo je vjerojatno da će predstavljati stvarni učinak na estetski izgled ili opće zdravlje. Kronični unos fluorida od 1 ppm fluorida u pitkoj vodi može uzrokovati mrlje na zubima (fluorozu), a izloženost od 1,7 ppm prouzročit će mrlje kod 30% do 50% pacijenata.

## Kemijska struktura
Natrijev fluorid anorganski je ionski spoj koji se otapa u vodi dajući odvojene ione Na+ i F-.. Poput natrijevog klorida, kristalizira u kubičnom sustavu gdje i Na+ i F-, zauzimaju oktaedarska koordinacijska mjesta; njihov razmak između rešetki, otprilike 462 pm, nešto je manji od natrijevog klorida.

## Pojava
Mineralni oblik NaF, viliaumit, umjereno je rijedak. Poznat je iz plutonskih nefelinskih sijenitnih stijena.

## Proizvodnja
NaF se priprema neutralizacijom fluorovodične kiseline ili heksafluorosilicijeve kiseline (H2SiF6), oba nusproizvoda reakcije fluorapatita (Ca5(PO4)3F) iz fosfatne stijene tijekom proizvodnje superfosfatnog gnojiva. Neutralizirajuća sredstva uključuju natrijev hidroksid i natrijev karbonat. Alkoholi se ponekad koriste za taloženje NaF:
HF + NaOH → NaF + H2O
Iz otopina koje sadrže HF, natrijev fluorid precipitira kao bifluoridna sol natrijevog bifluorida (NaHF2). Zagrijavanje potonjeg oslobađa HF i daje NaF.
HF + NaF ⇌ NaHF2
U izvješću iz 1986. godišnja svjetska potrošnja NaF-a procijenjena je na nekoliko milijuna tona.

## Vanjske poveznice
- Sodium fluoride. Drug Information Portal. U.S. National Library of Medicine